# ヒメゴクラクチョウカ

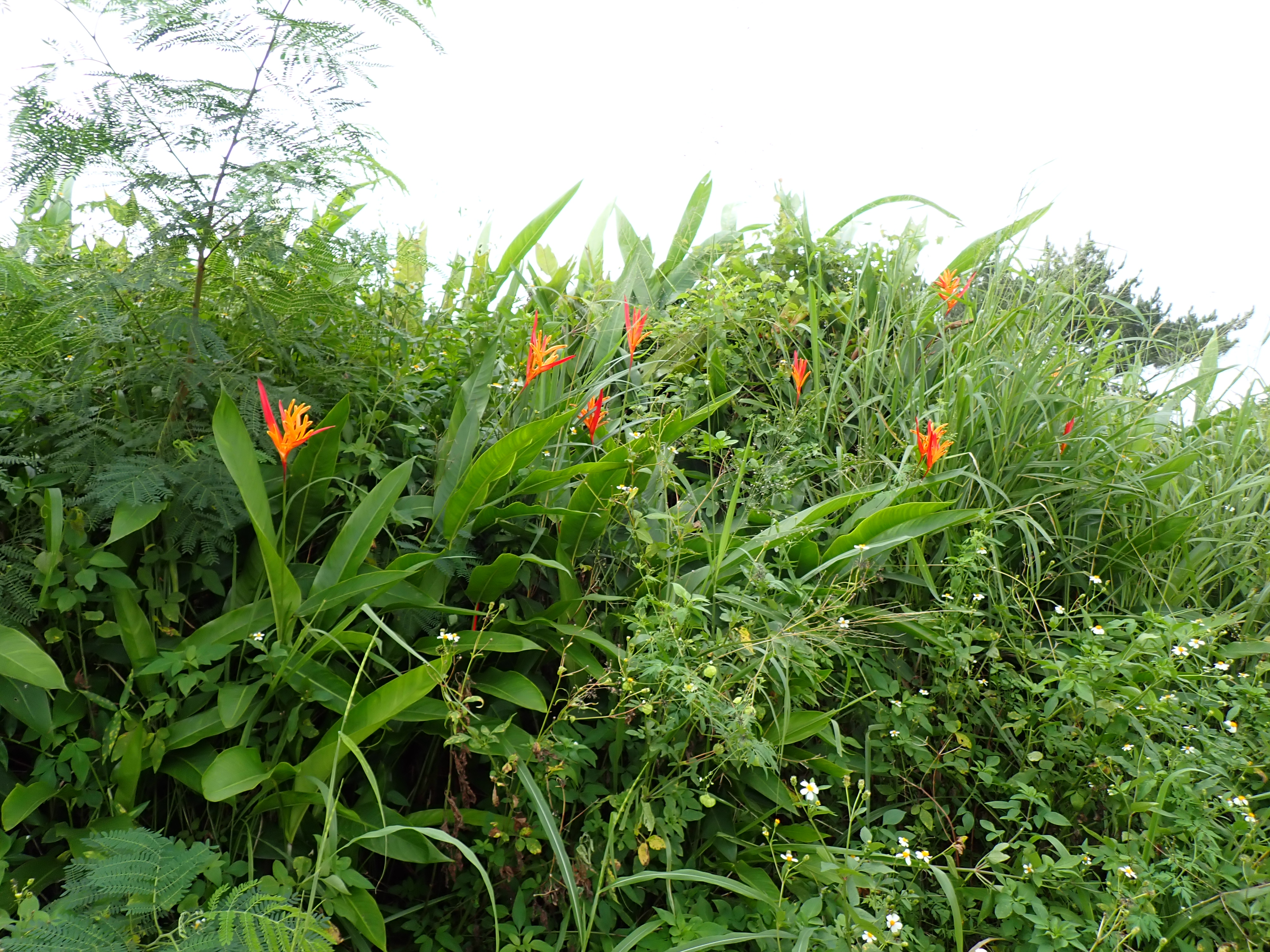
ヒメゴクラクチョウカ
（2024年6月 沖縄県石垣市 植栽）

ヒメゴクラクチョウカ（学名：Heliconia psittacorum）はオウムバナ科オウムバナ属の多年草。種小名psittacorumはオウムを意味する。

## 特徴
高さ1 mほど。葉は線状披針形で長さ30–45 cm、幅7.5 cm、長い葉柄をもつ。花茎は上向きに細長く伸び、先端に橙赤色で先が尖った花苞を3–6枚つける。花は黄橙色で、花苞内側の基部に6個ほどつく。花の先端に濃緑色の斑点や黒っぽい線をもつ。

## 分布と生育環境
西インド諸島～南米（ブラジル、ギアナ）原産。オウムバナ科は湿潤な低地の熱帯林に生育する種が多いが、本種は低地の日当たりの良い開けた場所に生育する。

## 利用
花苞や花の色が異なる栽培品種や交配品種がある。植栽や切り花に利用される。株分けで増やす。